# Academia de Defensa de Myanmar
La Academia de Defensa o Academia de Servicios de Defensa de Myanmar ( en inglés: Defense Services Academy, sigla DSA ), ubicada en Pyin U Lwin, es la principal academia militar del país. En ella se forman los futuros oficiales de las tres ramas de las Fuerzas Armadas de Birmania . Administrada por el Ministerio de Defensa, ofrece programas de licenciatura en artes, ciencias físicas combinadas y ciencias de la computación, combinadas con estudios militares. La DSA ha otorgado títulos básicos a 33.065 graduados desde 1959. 

## Historia
La DSA se abrió en un primer momento en la estación de Ba Htoo, en el sur del estado de Shan, el 1 de agosto de 1954. Años después se trasladó a su sede a una antigua estación de montaña en Pyin Oo Lwin (anteriormente, Maymyo) el 20 de junio de 1957.  El primer comandante de la DSA fue el coronel Thiri Pyanchi Kyaw Soe.
El 28 de enero de 2025, el régimen militar del Consejo de Administración Estatal anunció planes para trasladar temporalmente la DSA a la Universidad Agrícola de Yezin en el municipio de Zeyathiri, Napyidaw, debido a los avances contra la junta en la región de Mandalay y el estado de Shan . 

## Misión
La DSA pone énfasis en el currículo académico junto con el entrenamiento militar con la intención de desarrollar individuos capaces de dirigir toda la nación. Por el contrario, la misión de la Escuela de Entrenamiento de Oficiales Bahtoo (OTS) es formar a los futuros comandantes que puedan dirigir las Fuerzas Armadas en tiempos de guerra. La OTS, desde 1999, está abierta únicamente a suboficiales y militares que posean títulos que demuestren cualidades extraordinarias para convertirse en oficiales. La duración de la formación es de nueve meses.

## Admisión
Como la academia militar más prestigiosa del país, la DSA recibe muchas solicitudes de graduados de escuelas de secundaria. A diferencia de la mayoría de las otras universidades de Myanmar, el proceso de selección va más allá de las notas de matriculación del examen de ingreso a la universidad e incluye pruebas de aptitud física, evaluación de trabajo en equipo y camaradería, evaluaciones psicométricas y entrevistas generales. La academia está abierta sólo para solicitantes masculinos.

## Programa
La DSA ofrecía programas de grado de cuatro años en artes, ciencias físicas y ciencias de la computación . A partir de la 42.ª promoción se ha reducido a tres años. La DSA comprende dos ramas principales: el ala académica y el ala de formación.

### Departamentos
1. Departamento de Myanmar
2. Departamento de Relaciones Internacionales
3. Departamento de Inglés
4. Departamento de Matemáticas
5. Departamento de Química
6. Departamento de Física
7. Departamento de Electrónica
8. Departamento de Ciencias de la Computación
9. Departamento de Tecnología Informática
10. Departamento de Geología
11. Departamento de Psicología

### Educación militar
Todos los cadetes reciben entrenamiento militar obligatorio. La estructura de la DSA se basa en las tradiciones de entrenamiento militar británicas y estadounidenses (es decir, Sandhurst y West Point respectivamente), así como en prácticas locales.
En la tradición del sistema americano, los cadetes superiores son asignados para asesorar a los cadetes jóvenes, supervisando el entrenamiento diario, la disciplina y el bienestar de los jóvenes en general, con el objetivo de desarrollar la llamada "hermandad corporativa" , camaradería, fe y confianza, cadena de mando y cuidado mutuo. Esta función es supervisada por un oficial, oficial de compañía, generalmente con el rango de capitán, quien luego es apoyado por un suboficial superior, generalmente con el rango de sargento mayor, alférez o brigada. El sargento interactúa más de cerca con los oficiales cadetes y está directamente en la cadena de mando, y es similar al sistema británico.
A diferencia de los sistemas estadounidense y británico, que mantienen academias militares separadas para las diferentes ramas de las fuerzas armadas, la DSA entrena para las tres ramas del ejército de Myanmar (ejército, marina y fuerza aérea). Sus cadetes seleccionan la rama a la que ingresarán al graduarse, sujeto al cumplimiento de requisitos adicionales de salud y capacitación.
Los gastos de alojamiento y manutención, uniforme y alimentación, así como otros suministros esenciales, de los oficiales cadetes y sus gastos de matrícula están a cargo de la academia. También reciben una pequeña asignación mensual. 
Existieron en el pasado, hasta la 18ª promoción, la figura del cadete privado. Estos cadetes pagaban las tasas de matrícula a la academia y financian sus propios costos de vida mientras reciben educación y capacitación en la academia exactamente de la misma manera que los demás oficiales cadetes regulares. Estos cadetes privados no están obligados a servir en las Fuerzas Armadas después de graduarse. 
Los cadetes privados representaban entre el 5 y el 10% de cada matrícula. 
Desde 1970, la 18ª promoción, dejaron de se admitidos. El contrato mínimo del servicio militar para los oficiales cadetes regulares al graduarse es de 10 años.

## Instalaciones
- Planetario
- Biblioteca
- Laboratorio de computación para computación paralela y distribuida
- Clústeres de ordenadores
- Instalaciones de idiomas extranjeros asistidas por computadora
- Instalaciones del telescopio
- Laboratorio de enseñanza de química y geología
- Laboratorio de investigación de física de la radiación
- Laboratorio de electrónica con instalaciones de sala limpia
- piscina de tamaño olímpico
- Varios campos deportivos grandes con campos de fútbol y pistas de tenis.
- Gimnasios

## Directores
- Coronel Thiri Pyanchi Kyaw Soe (1954 - 1957)
- Coronel Thiri Pyanchi Than Sein (1957)
- Coronel Thiri Pyanchi L Khun Naung (1957 - 1968)
- Coronel Zaya Kyawhtin Htun Aung Kyaw (1968 - 1972)
- Coronel Kyaw Nyein (1972 - 1975)
- Coronel Khin Maung Tint (1975 – 1977)
- Coronel Aye Ko (1977 - 1979)
- Coronel Aung Win (1979 – 1981)
- Coronel Sein Ya (1981-1982)
- Coronel Thein Saing (1982 – 1986)
- Coronel Aung Naing (18 de octubre de 1986 - 5 de agosto de 1992)
- General de brigada Soe Win Maung (6 de agosto de 1992 – 10 de diciembre de 1997)
- Coronel Tin Win (11 de diciembre de 1997 – 4 de enero de 1999)
- General de brigada Moe Hein (5 de enero de 1999 – 27 de agosto de 1999)
- General de brigada Tin Oo (28 de agosto de 1999 - 14 de mayo de 2001)
- General de brigada Ye Myint (20 de julio de 2001 – 22 de diciembre de 2001)
- General de brigada Khin Zaw (23 de diciembre de 2001 – 19 de mayo de 2002)
- General de brigada Ohn Myint (27 de julio de 2002 – 30 de agosto de 2003)
- General de brigada Tharaysithu Min Aung Hlaing (31 de agosto de 2003 - 6 de noviembre de 2004)
- General de brigada Nyi Tun (5 de abril de 2005 - 27 de mayo de 2006)
- General de Brigada Kyaw Swe (11 de agosto de 2006 – 6 de noviembre de 2007)
- General de brigada Thiri Pyanchi Zeyar Aung (7 de noviembre de 2007 - 30 de agosto de 2010)
- General de brigada Mya Htun Oo (31 de agosto de 2010 - 26 de diciembre de 2010)
- General de brigada Nyo Saw (7 de mayo de 2011 - 1 de octubre de 2011)
- Mayor general Aung Lin Dwe (2 de octubre de 2011 - 18 de enero de 2014)
- General de división Myint Maw (19 de enero de 2014 - 6 de enero de 2017)
- General de división Thaung Htike Shwe (7 de enero de 2017 - 17 de junio de 2018)
- Mayor General Htin Latt Oo (18 de junio de 2018 - 24 de julio de 2020)
- General de división Zaw Hein (25 de julio de 2020 - 28 de agosto de 2021)
- Brigadier/General de División Zaw Min Latt (29 de agosto de 2021_2023)
- Brigadier/General de División Soe Myat Htut (2023_presente)